# Polly Holliday
Pour les articles homonymes, voir Holliday.
Polly Holliday est une actrice américaine, née le 2 juillet 1937 à Jasper, Alabama (États-Unis).

## Filmographie

### Cinéma
- 1975 : Distance : Mrs. Herman
- 1975 : W.W. and the Dixie Dancekings : Mrs. Cozzens
- 1976 : Les Hommes du président (All the President's Men) : La Secrétaire de Dardis
- 1978 : The One and Only : Mrs. Crawford
- 1984 : Gremlins : Ruby Deagle
- 1988 : Pleine lune sur Parador (Moon over Parador), de Paul Mazursky : Midge
- 1992 : Amazing Stories: Book Five  (section The Pumpkin Competition) : Elma Dinnock
- 1993 : Madame Doubtfire  : Gloria Chaney
- 1996 : Mr. Wrong : Mrs. Alston
- 1998 : À nous quatre  : Marva Kulp, Sr.
- 2006 : Stick It : Judge Westreich

### Télévision

#### Téléfilms
- 1974 : Pittsville, ein Safe voll Blut de Krzysztof Zanussi : Mademoiselle Pearson
- 1975 : The Silence  : Mrs. Watson
- 1976 : Luke Was There  : Mrs. Cronkite
- 1976 : Bernice Bobs Her Hair  : Mrs. Harvey
- 1979 : You Can't Take It with You  : Miriam Kirby
- 1981 : All the Way Home  : Tante Hannah
- 1982 : The Shady Hill Kidnapping  : Mrs. Wooster
- 1982 : Missing Children: A Mother's Story  : Mary Gertrude
- 1983 : The Gift of Love: A Christmas Story  : Tante Minerva
- 1985 : Lots of Luck  : Lucille
- 1985 : Konrad  : Berti Bartolotti
- 1991 : A Triumph of the Heart: The Ricky Bell Story  : Ruth
- 1996 : A Loss of Innocence  : Christina Eriksen
- 2004 : It Must Be Love  : Mama Bell

#### Séries télévisées
- 1951 : C'est déjà demain  : Leader de la prison
- 1976 à 1980 : Alice  : Florence Jean Castleberry
- 1980 à 1981 : Flo  : Florence Jean Castleberry
- 1981 : Private Benjamin (en)  : Capt. Amanda Allen
- 1995 : Le Client (en)  : Momma Love